# Rabo de peixe
Rabos de peixe de um Cadillac 1959
A era dos rabos de peixe do estilo automotivo abrangeu as décadas de 1950 e 1960, atingindo o pico entre 1955 e 1961. Foi um estilo que se espalhou pelo mundo, pois os designers de automóveis pegaram as tendências de estilo da indústria automobilística americana, onde foi considerada a "era dourada" do design automotivo americano e do excepcionalismo americano.
O chefe de design da General Motors, Harley Earl, é frequentemente creditado pelo rabo de peixe do automóvel, introduzindo pequenas aletas no Cadillac de 1948, mas de acordo com muitas fontes, o verdadeiro inventor/designer do rabo de peixe do Cadillac de 1948 foi Franklin Quick Hershey, que na época em que o Cadillac 1948 estava sendo projetado era chefe do GM Special Car Design Studio. Foi Hershey quem, depois de ver um modelo de produção inicial de um P-38 na Base Aérea de Selfridge, pensou que os lemes gêmeos do avião seriam uma adição de design elegante à traseira dos futuros automóveis modernos. Os rabos de peixe tomaram conta da imaginação do público comprador de automóveis como resultado do Forward Look do designer da Chrysler, Virgil Exner, que posteriormente resultou em fabricantes lutando para instalar rabos de peixe cada vez maiores em novos modelos. Como aeronaves a jato, foguetes e vôos espaciais ganharam reconhecimento público através da corrida espacial, os conjuntos automotivos do rabo de peixe (incluindo lanternas traseiras) foram projetados para se assemelhar cada vez mais às seções do motor e caudas de caças a jato e foguetes espaciais contemporâneos.
A Plymouth afirmava que os rabos de peixe não eram aletas, mas "estabilizadores" para colocar o "centro de pressão" o mais para trás possível e, assim, "reduzir em 20% as necessidades de correção de direção em vento cruzado", enquanto a Mercedes-Benz chamava seus próprios rabos de peixe de Peilstege, linhas de visão que ostensivamente auxiliavam no backup.

## Contexto
O engenheiro automobilístico Paul Jaray adicionou uma aleta central aos projetos de seus protótipos na década de 1920 para estabilidade aerodinâmica. Influenciados por suas patentes, alguns fabricantes de carros fizeram protótipos aerodinâmicos com um rabo de peixe posicionado no centro. Por exemplo, o protótipo Audi F5 Stromliner, o protótipo Kdf-Wagen, o carro de produção Tatra T77 ou protótipo Fiat Padovan.
Alguns sub-modelos do Cadillac Fleetwood 1937, que antecede o P-38, também continham indícios de rabos de peixe por meio da projeção de "pás" da luz traseira, embora não esteja claro se isso influenciou os designs dos rabos de peixe posteriores. O Cadillac Series 63 Sedan de 4 portas de 1941 também tinha uma forma de lanternas traseiras salientes, embora mais suave do que o Fleetwood de 1937. Mesmo que o modelo de 1948 tenha sido o primeiro esforço consciente em aletas, as ocorrências parciais anteriores podem ter tornado o conceito mais aceitável para consumidores e designers. (A Segunda Guerra Mundial produziu uma lacuna na produção do modelo Cadillac entre o início dos anos 1940 e o final dos anos 1940, quando as fábricas se voltaram para a produção de bens militares, interrompendo o desenvolvimento do conceito de aletas.)

## Era dos rabos de peixe
O estilo de rabo de peixe do Cadillac 1948 provou ser popular e seu uso se espalhou para outros modelos da família de marcas da General Motors. Logo foi adotado por outros fabricantes, com o estilista da Chrysler, Virgil Exner, em particular, adotando o visual do rabo de peixe. À medida que a confiança crescia na tendência de estilo, os rabos de peixe ficavam maiores e mais ousados.
Os rabos de peixe mais extremos apareceram no final dos anos 1950, como no Cadillac Eldorado de 1959 e no sedã Imperial Crown de 1959. Os rabos de peixe do Cadillac 1959 pareciam estabilizadores verticais de aviões a jato com pontas afiadas e lanternas traseiras gêmeas em forma de bala. Muitos da imprensa automotiva e grande parte do público estavam ficando cansados dos rabos de peixe exagerados, e os fabricantes estavam prontos para eliminá-los porque adicionavam custo e complexidade ao projeto e fabricação. Os rabos de peixe desceram ao longo do início dos anos 1960, mesmo adotando uma inclinação descendente nos Cadillacs de 1965. Em sua maioria, eles desapareceram e foram substituídos por um novo estilo de lanterna traseira, chamada de lanternas traseiras em forma de garra de lagosta, embora em alguns casos um painel lateral com arestas vivas encontrando um tronco inclinado para baixo criasse a ilusão de aletas. Rabos de peixe vestigiais, no entanto, permaneceram nos carros americanos na década de 1990, pelo menos até o Cadillac Deville 1999.
A Mercedes-Benz introduziu rabos de peixe modestos em sua série de sedãs W111 de 1959, que ganharam o apelido de "Fintails". Na terminologia da empresa, eles eram Peilstege, linhas de visão que auxiliam no backup. Em 1997, a Lancia introduziu o Lancia Kappa Coupé com aumento semelhante da "linha de visão" traseira.

## Problemas de segurança
Rabos de peixe foram criticados como uma preocupação de segurança, mesmo como um veículo estacionado. Em Kahn v. Chrysler (1963), uma criança de sete anos em uma bicicleta colidiu com um rabo de peixe e sofreu um ferimento na cabeça. Um caso da mesma época, Hatch v. Ford (1958), também é proeminente no estudo de lesões corporais causadas por veículos estacionados. Em ambos os casos, as crianças foram feridas por protuberâncias afiadas em carros estacionados. Os autores perderam em ambos os casos. Em "Kahn", o tribunal considerou que a Chrysler não era responsável por antecipar "todas as maneiras possíveis pelas quais uma pessoa pode se machucar ao cair contra um automóvel". Em "Hatch", o demandante tentou se basear em uma lei que rege o tamanho e a saliência das tampas e grades do radiador, que o tribunal disse não se aplicar aos rabos de peixe.

## No Brasil

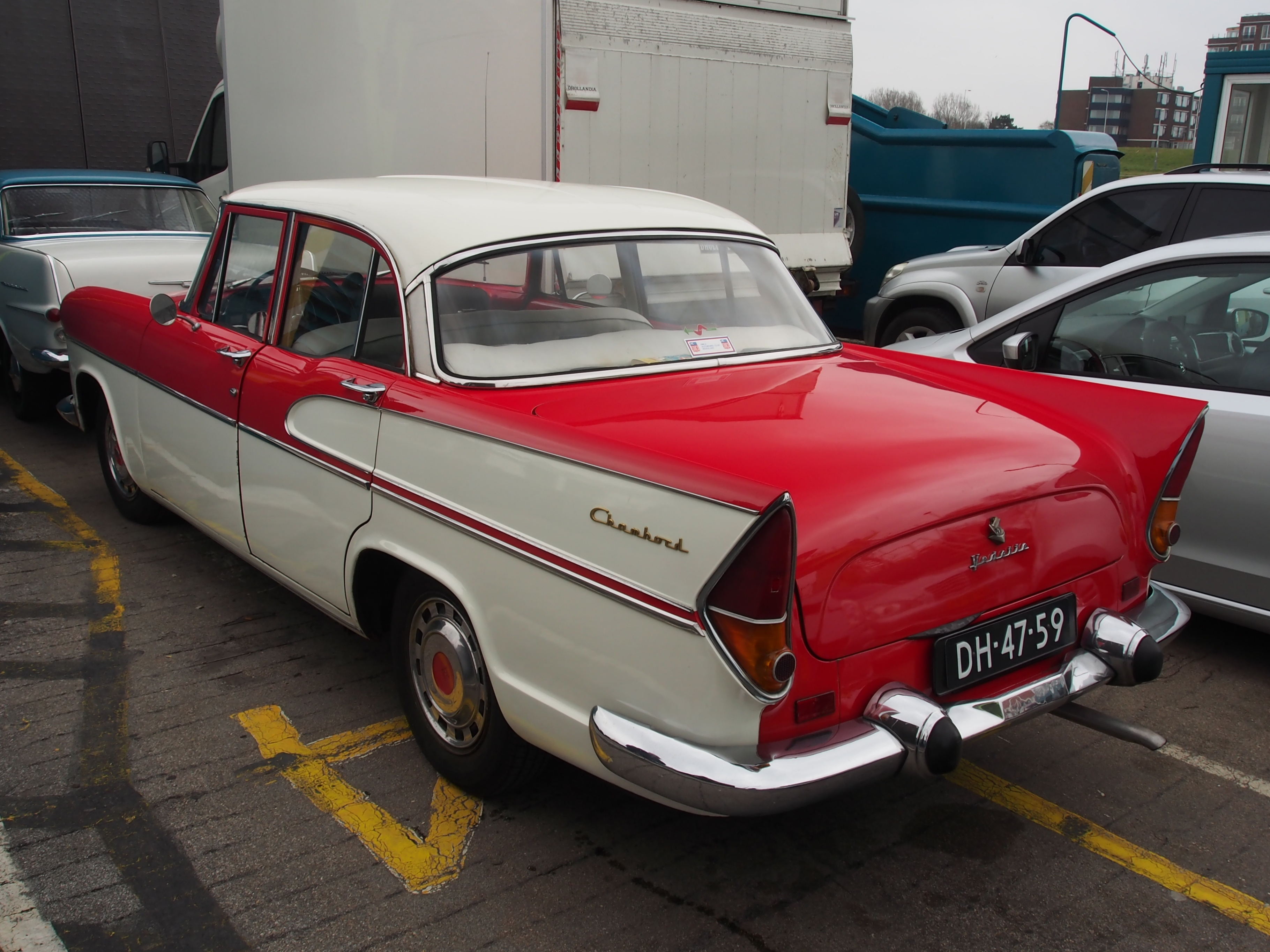
Rabos de peixe de um Simca Chambord 1961

Os automóveis produzidos no Brasil que receberam rabos de peixe foram o Simca Chambord, o Simca Jangada, o Aero Willys e o FNM JK 2000.